# Buch (Schaffhausen)
Buch és un municipi del cantó de Schaffhausen (Suïssa).